# Hybomitra cincta
Hybomitra cincta är en tvåvingeart som först beskrevs av Fabricius 1794.  Hybomitra cincta ingår i släktet Hybomitra och familjen bromsar. Inga underarter finns listade i Catalogue of Life.